# Peleteria placuna
Peleteria placuna är en tvåvingeart som beskrevs av Chao 1982. Peleteria placuna ingår i släktet Peleteria och familjen parasitflugor. Inga underarter finns listade i Catalogue of Life.